# Enchevêtrement neurofibrillaire
Cet article court présente un sujet plus développé dans : protéine tau et maladie d'Alzheimer.

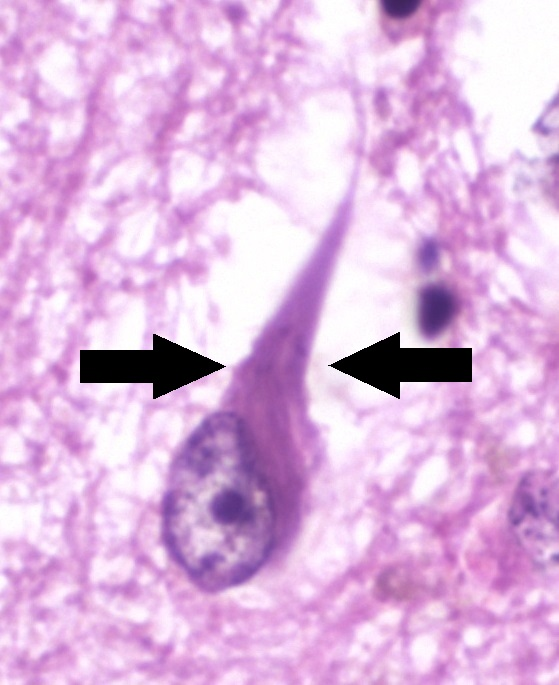
Microscopie d'une cellule présentant des enchevêtrements neurofibrillaires (marqués par des flèches).

Les enchevêtrements neurofibrillaires sont des agrégats intracellulaires de protéine tau hyper-phosphorylée que l'on trouve dans la maladie d'Alzheimer.